# Randy Meinhard
Randy Meinhart (Gronau, 1968) è un chitarrista tedesco naturalizzato olandese, già membro del gruppo death metal olandese dei Pestilence.

## Biografia
Nato nella città tedesca di Gronau al confine con i Paesi Bassi, si trasferì oltreconfine nella città di Enschede con cui formò assieme agli italo-olandesi Patrick Mameli e Marco Foddis il gruppo death metal dei Pestilence con cui registrò le prime due demo che attirarono l'attenzione della Roadrunner Records. In seguito registrò il primo album del gruppo, Malleus Maleficarum, ma l'anno dopo uscì assieme a Marco Foddis dal gruppo e formò i Sacrosanct con cui registrò una demo e tre album.
Nei Pestilence venne sostituito da Patrick Uterwijk, inoltre registrò anche tre demo con i Submission prima di abbandonare il mondo della musica.

## Discografia

### Con i Pestilence
- 1987 - The Penance (Demo)
- 1987 - Dysentery (Demo)
- 1988 - Malleus Maleficarum
- 1994 - Mind Reflections (raccolta)
- 2006 - Chronicles of the Scourge (live)

### Con i Sacrosanct
- 1989 - The Die Is Cast (Demo)
- 1990 - Truth Is - What Is
- 1991 - Recesses for the Depraved
- 1993 - Tragic Intense